# Keng
Keng est une ville du Botswana.